# جاك بليدز
جاك بليدز (بالإنجليزية: Jack Blades)‏ هو موسيقي ومغني وملحن أمريكي، ولد في 24 أبريل 1954 في بالم ديسيرت في الولايات المتحدة.

## وصلات خارجية
- جاك بليدز على موقع IMDb (الإنجليزية)
- جاك بليدز على موقع ميوزك برينز (الإنجليزية)
- جاك بليدز على موقع أول ميوزيك (الإنجليزية)
- جاك بليدز على موقع ديسكوغز (الإنجليزية)
- جاك بليدز على موقع قاعدة بيانات الفيلم (الإنجليزية)